# برازي إفريقي
البرازي الإفريقي أو البوهن الإفريقي (الاسم العلمي: Sterculia africana) هو نوع شجري يعيش في جزيرة سقطرى اليمنية وبعض أرجاء شرق أفريقيا.

## الوصف النباتي
هي شجرة ضخمة معمرة، ذات جذع عريض أملس، وفروع منتشرة في جو السماء تتفرع منها أغصان في رؤوسها ورق أخضر لين، وجذعها يميل إلى الزرقة، ولها طلع جميل الشكل طيب المذاق، وأوراقها غذاء للحيوانات، وخاصة الإبل والأبقار، وجذعها كذلك يُـقطـَّعُ، حتى يصير فتاتاً، ويقدم علفاً للحيوانات، في أوقات القحط، وقد تناقصت شجرة بوهن بسبب قطعها وتقديمها علفا للحيوانات.
وهذه الشجرة نوعان: إحداهما ذات جذع لين والأخرى ذات جذع خشن، لكن لا يميز بينهما إلا السقطري الخبير بأنواع الأشجار السقطرية؛ لأن صورتهما من الخارج واحدة، وكثيرا ما تكون تلك الشجرة جوفاء، حيث ينخر جذعها من الداخل، من طول الزمن، فهي من الأشجار المعمرة التي لا يعرف وقت زراعتها، ويتخذ النحل من جوفها بيوتا يجمع فيها عسله.
وللبوهن الإفريقي طلع مكون من عذوق تشبه إلى حد كبير، عذوق الموز، في كل عذق مجموعة من القرون، إلا أن تلك القرون جوفاء من الداخل، وتتكون في داخلها، حبيبات مخروطية الشكل، قريبة من حبوب الصنوبر، إلا أن لها رأس صغير زهري اللون، تتشكل صفوفا داخل كل قرن، وتبدأ تلك العذوق بالاخضرار، ثم تتحول إلى الاصفرار عند بلوغها. أما الحبيبات، فتبدأ بيضاء اللون، مرة المذاق، ثم تبدأ بالاحمرار، وعند تمام بلوغها تتحول قشرتها إلى اللون الأسود، ويبقى اللب أبيضاً من الداخل، طيب الرائحة والمذاق.
هناك العشرات من الأشجار المعمرة في سقطرى نادرة الوجود غير أنها لم تستطع التكاثر بسبب قضاء الحيوانات عليها وهي صغيرة وقد حاول بعض الناس زراعتها وحمايتها.

## معرض صور

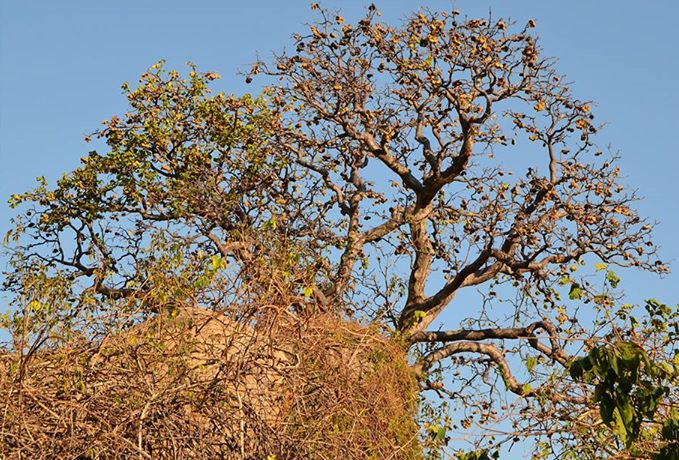
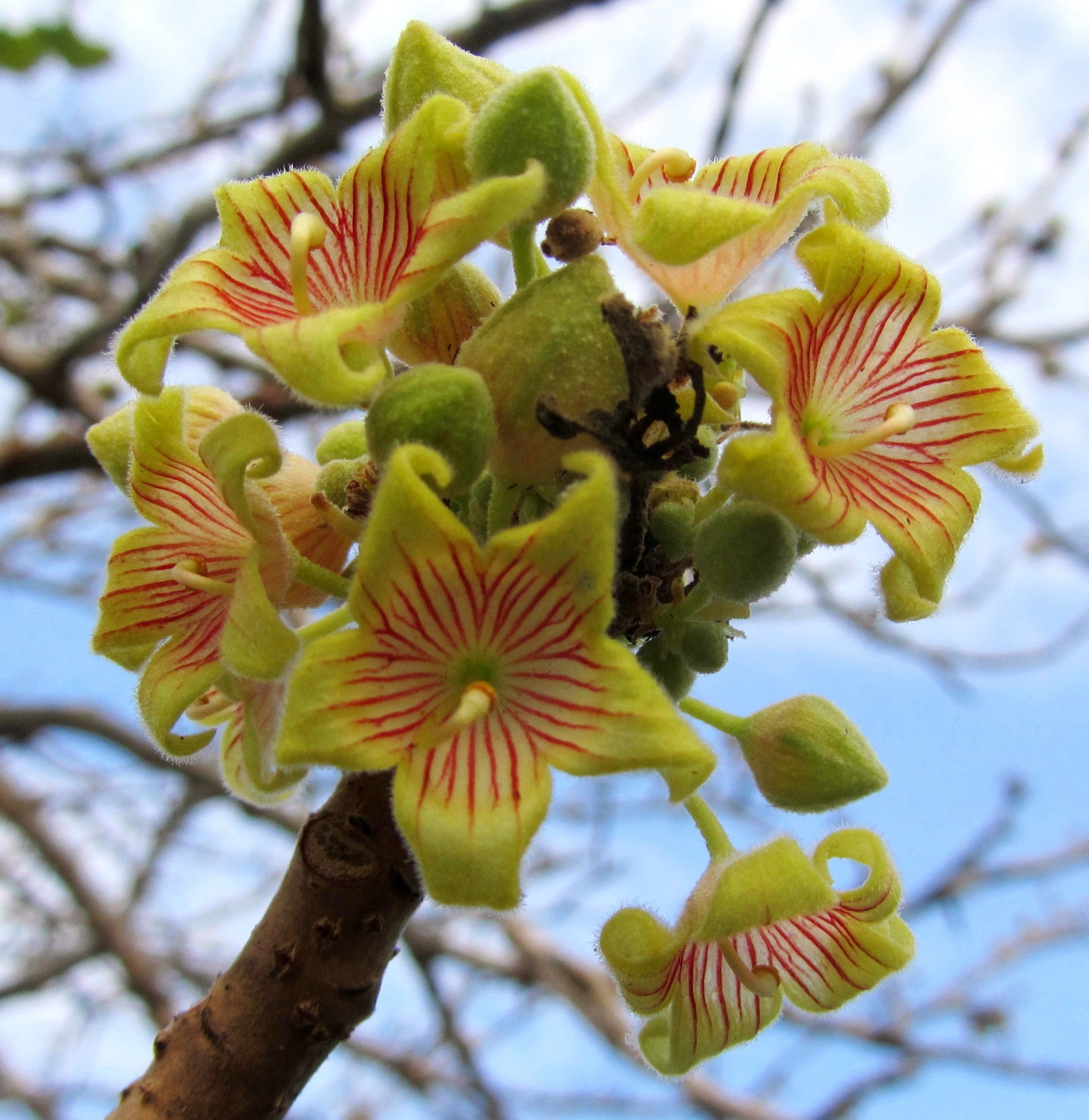
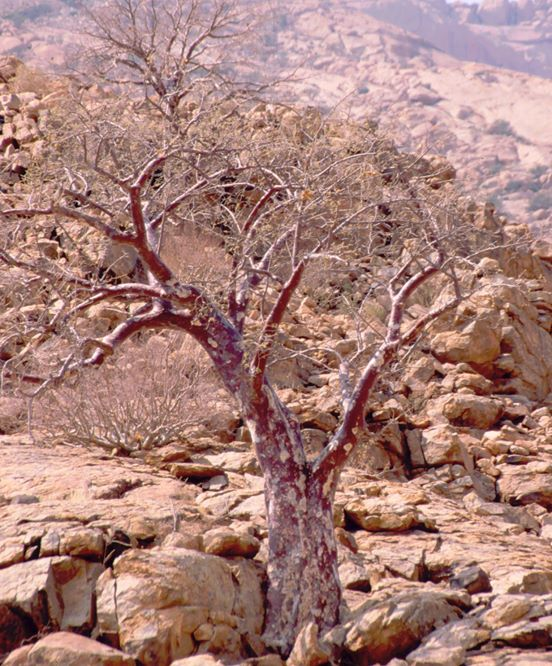
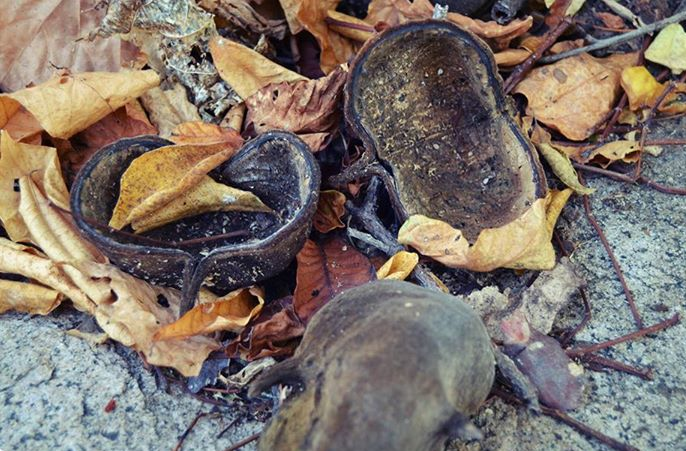